# Славјано-грчка академија
Славјано-грчка академија носи име по оснивачу Василију Лупу — Академија Василијана (рум. Academia Vasiliană).
Академија је прва високошколска установа у Румунији. Основана је 1640. године.

## Види jош
- Јашки сабор
- Славјано-грчко-латинска академија
- Прва румунска школа